# Волков Олексій Анатолійович
Олексій Анатолійович Волков (5 квітня 1988, Радужний, Ханти-Мансійський автономний округ, РРФСР, СРСР) — російський біатлоніст, олімпійський чемпіон, п'ятиразовий чемпіон Європи, призер чемпіонату світу з біатлону серед юніорів, переможець та призер етапів Кубка світу з біатлону.

## Виступи на чемпіонатах світу
| Рік  | Місце проведення     | Інд | Спр | Пр | МС | Ест | ЗМ |
| 2012 | Рупольдінг           | 21  |     |    |    |     |    |
| 2013 | Нове Место-на-Мораві | 15  |     |    |    |     |    |

## Кар'єра в Кубку світу
- Дебют в кубку світу — 5 грудня 2009 року в спринті в Естерсунді — 74 місце.
- Перше попадання в залікову зону — 13 березня 2010 року в спринті в Контіолахті — 9 місце.
- Перше попадання до квіткового подіуму — 18 березня 2010 року в спринті в Хольменколені — 4 місце.
- Перше попадання до квіткового подіуму — 18 березня 2010 року в спринті в Хольменколені — 4 місце.
- Перший подіум — 18 грудня 2011 року в змішаній естафеті в Гохфільцені — 1 місце.
- Перший особистий подіум — 5 січня 2014 року в мас-старті в Обергофі — 2 місце.
- Перша перемога — 18 грудня 2011 року в змішаній естафеті в Гохфільцені — 1 місце.

## Виступи на чемпіонатах Європи
| Рік  | Міце проведення     | Інд | Спр | Пр | МС | Ест |
| 2009 | Уфа                 | 5   | 5   | 3  |    | 1   |
| 2010 | Отепя               | 3   | 2   | 1  |    | 2   |
| 2011 | Ріднаун-Валь Рідана |     | 2   | 1  |    |     |
| 2012 | Брезно-Осорбліє     |     | 1   | 1  |    | 3   |

## Загальний залік в Кубку світу
- 2009—2010 — 51-е місце (112 очок)
- 2010—2011 — 56-е місце (96 очок)
- 2011—2012 — 38-е місце (243 очок)
- 2012—2013 — 33-е місце (276 очок)

## Статистика стрільби
| № п/п | Сезон     | Загальна        | Індивідуальна гонка | Спринт        | Гонка переслідування | Мас-старт     | Естафета      |
| ----- | --------- | --------------- | ------------------- | ------------- | -------------------- | ------------- | ------------- |
| 1     | 2009-2010 | 85,0% (68/80)   | 0,0% (0/0)          | 87,5% (35/40) | 82,5% (33/40)        | 0,0% (0/0)    | 0,0% (0/0)    |
| 2     | 2010-2011 | 90,0% (117/130) | 90,0% (36/40)       | 83,3% (25/30) | 93,3% (56/60)        | 0,0% (0/0)    | 0,0% (0/0)    |
| 3     | 2011-2012 | 86,1% (192/223) | 91,7% (55/60)       | 76,7% (46/60) | 87,5% (35/40)        | 90,0% (36/40) | 87,0% (20/23) |
| 4     | 2012-2013 | 88,7% (244/275) | 86,7% (52/60)       | 93,3% (56/60) | 88,0% (88/100)       | 90,0% (18/20) | 85,7% (30/35) |

У сезоні 2010-2011 з показником влучності 90% Олексій посів 1 місце у рейтингу найвлучніших біатлоністів.

## Виноски
1. ↑  У дужках наведена кількість влучних пострілів та загальна кількість пострілів. У статистиці стрільби рахуються постріли, які здійснив біатлоніст на етапах кубка світу та чемпіонаті світу